# NGC 6545
NGC 6545 ist eine elliptische Galaxie vom Hubble-Typ E1 im Sternbild Pfau am Südsternhimmel. Sie ist schätzungsweise 187 Millionen Lichtjahre von der Milchstraße entfernt und hat einen Durchmesser von etwa 60.000 Lichtjahren.
Im selben Himmelsareal befindet sich u. a. die Galaxie IC 4680.
Das Objekt wurde am 20. Juni 1835 vom britischen Astronomen John Herschel entdeckt.